# Жаклин Бракамонтес
Жаклин Бракамонтес ван-Хоорде (на испански: Jacqueline Bracamontes van Hoorde) е мексиканска актриса, модел и бивша победителка в конкурса Nuestra Belleza México.

## Биография
Жаклин Бракамонтес е родена на 23 декември 1979 г. в Гуадалахара, Халиско, Мексико. Дъщеря е на Хесус Бракамонтес и Жаклин ван-Хоорде – мексиканка от белгийски произход. Тя е най-голямата от трите им деца и има сестра – Алина и брат – Хесус.
След училище Жаклин Бракамонтес заминава за Франция, за да учи френски. После се връща в Мексико и учи Науки на Комуникацията в Instituto Tecnológico de Estudios Superiores de Occidente. По същото време тя започва работа като модел. Тя говори свободно испански, френски и английски.
След като я вижда на корицата на едно списание, Лупита Джоунс – предишна Мис Вселена – се свързва с нея с молбата Жаклин, да влезе в конкурса Nuestra Belleza México. Жаклин заминава, печели конкурса и националната титла за красота. Представя Мексико на Мис Вселена през 2001 г. в Пуерто Рико.
След като е коронована като Мис Мексико през 2000 г., Жаклин Бракамонтес решава да започне телевизионна кариера и участва като гост на различни награждавания и специални програми като Acafest, Premios TVyNovelas и Fiesta Mexicana.
Като голям фен е на футбола, Жаклин Бракамонтес гостува в едно мексиканско радио шоу на Vision AM през август 2008 г. и по-късно е поканена като гост на Univision, както и през 2002 г. на световната купа на ФИФА.
През 2003 г. участва в мексиканската теленовела Веселяци и сърдитковци (Alegrijes y Rebujos) продуцирана от Роси Окампо. Година по-късно получава роля в популярната теленовела Руби (Rubí) заедно с Барбара Мори и Едуардо Сантамариа. През 2006 г. получава първата си главна роля в мексиканската теленовела „Ранени души“ заедно с Гай Екер.
През пролетта на 2007 г. Жаклин участва за първи път в игрален филм озаглавен „Cuando Las Cosas Suceden“, играейки роля като монахиня наречена Лусия. По-късно в същата година тя се завръща за кратко към гостуването в мексиканската телевизионна игра De Por Vida, но предаването е спряно.
През 2008 г. играе главна роля в комедийната мексиканска теленовела Глупачките не отиват на небето заедно с Хайме Камил, който стана много успешен и в Латинска Америка и Съединените щати.
След завършването на снимките по филма „Глупачките не отиват на небето“, Жаклин Бракамонтес играе главна роля във Капризи на съдбата с кубинския актьор Уилям Леви.. По време на снимките, които свършват през 2009 г. мексиканските медии спекулират, че Жаклин и Уилям Леви са истинска двойка и в реалния живот, въпреки че двамата отричат слуховете, да са верни. Жаклин Бракамонтес е избрана за една от убийците от известния сериал „Жени убийци“, чиято премиера беше в началото на есента през 2010 г.
През 2017 г. Жаклин се завръща в телевизията, вземайки специално участие в теленовелата Обичаният, продуцирана от Никандро Диас Гонсалес.